# Románia az 1972. évi nyári olimpiai játékokon
Románia az NSZK-beli Münchenben megrendezett 1972. évi nyári olimpiai játékok egyik részt vevő nemzete volt. Az országot az olimpián 16 sportágban 159 sportoló képviselte, akik összesen 16 érmet szereztek.

## Érmesek
| Érem  | Versenyző | Sportág       | Versenyszám               |
| ----- | --- | ------------- | ------------------------- |
| Arany | Gheorghe Berceanu | Birkózás      | Kötöttfogás, 48 kg        |
| Arany | Nicolae Martinescu | Birkózás      | Kötöttfogás, 100 kg       |
| Arany | Ivan Patzaichin | Kajak-kenu    | Férfi kenu egyes 1000 m   |
| Ezüst | Valeria Bufanu | Atlétika      | Női 100 m gát             |
| Ezüst | Argentina Menis | Atlétika      | Női diszkoszvetés         |
| Ezüst | Atanasie Sciotnic Roman Vartolomeu Aurel Vernescu Mihai Zafiu | Kajak-kenu    | Férfi kajak négyes 1000 m |
| Ezüst | Serghei Covaliov Ivan Patzaichin | Kajak-kenu    | Férfi kenu kettes 1000 m  |
| Ezüst | Ion Alexe | Ökölvívás     | Nehézsúly                 |
| Ezüst | Daniel Iuga | Sportlövészet | Szabadpisztoly            |
| Bronz | Victor Dolipschi | Birkózás      | Kötöttfogás, +100 kg      |
| Bronz | Vasile Iorga | Birkózás      | Szabadfogás, 82 kg        |
| Bronz | Petre Ceapura Lavrenszki László Ştefan Tudor | Evezés        | Férfi kormányos kettes    |
| Bronz | Viorica Dumitru Maria Nichiforov | Kajak-kenu    | Női kajak kettes 500 m    |
| Bronz | Nemzeti válogatott Birtalan István Adrian Cosma Alexandru Dincă Cristian Gaţu Gheorghe Gruia Roland Gunesch Kicsid Gábor Ghiţă Licu Dan Marin Cornel Penu Valentin Samungi Simion Schöbel Werner Stöckl Constantin Tudosie Radu Voina | Kézilabda     | Férfi                     |
| Bronz | Nicolae Rotaru | Sportlövészet | Sportpuska fekvő          |
| Bronz | Ana Derșidan-Ene-Pascu Jeneiné Gyulai Ilona Stahl Jencsik Katalin Szabó Orbán Olga | Vívás         | Női tőr, csapat           |

## Atlétika
Férfi
| Versenyző      | Versenyszám    | Előfutam | Előfutam | Előfutam | Elődöntő | Elődöntő | Elődöntő | Döntő   | Döntő    |
| Versenyző      | Versenyszám    | Idő      | Hely.    | Össz.    | Idő      | Hely.    | Össz.    | Idő     | Helyezés |
| -------------- | -------------- | -------- | -------- | -------- | -------- | -------- | -------- | ------- | -------- |
| Gheorghe Ghipu | 800 m          | 1:50,1   | 4.       | 33.      | kiesett  | kiesett  | kiesett  | kiesett | kiesett  |
| Petre Lupan    | 1500 m         | 3:44,8   | 6.       | 41.      | kiesett  | kiesett  | kiesett  | kiesett | kiesett  |
| Gheorghe Cefan | 3000 m akadály | 8:33,8   | 4.       | 14.      |          |          |          | kiesett | kiesett  |

| Versenyző   | Versenyszám | Selejtező | Selejtező | Döntő    | Döntő    |
| Versenyző   | Versenyszám | Eredmény  | Helyezés  | Eredmény | Helyezés |
| ----------- | ----------- | --------- | --------- | -------- | -------- |
| Şerban Ioan | Magasugrás  | 215 cm    | 3.(8)     | 210 cm   | 16.      |
| Carol Corbu | Távolugrás  | 754 cm    | 25.       | kiesett  | kiesett  |
| Carol Corbu | Hármasugrás | 16,51 m   | 4.        | 16,85 m  | 4.       |

| Versenyző     | Versenyszám | 100 m | 100 m | Távolugrás | Távolugrás | Súlylökés | Súlylökés | Magasugrás | Magasugrás | 400 m | 400 m | 110 m gát | 110 m gát | Diszkoszvetés | Diszkoszvetés | Rúdugrás | Rúdugrás | Gerelyhajítás | Gerelyhajítás | 1500 m | 1500 m | Végeredmény | Végeredmény |
| Versenyző     | Versenyszám | Idő   | Pont  | Eredmény   | Pont       | Eredmény  | Pont      | Eredmény   | Pont       | Idő   | Pont  | Idő       | Pont      | Eredmény      | Pont          | Eredmény | Pont     | Eredmény      | Pont          | Idő    | Pont   | Pont        | Helyezés    |
| ------------- | ----------- | ----- | ----- | ---------- | ---------- | --------- | --------- | ---------- | ---------- | ----- | ----- | --------- | --------- | ------------- | ------------- | -------- | -------- | ------------- | ------------- | ------ | ------ | ----------- | ----------- |
| Radu Gavrilaş | Tízpróba    | 11,57 | 672   | 690 cm     | 800        | 12,65 m   | 642       | 201 cm     | 865        | 50,90 | 766   | 15,13     | 835       | 40,52 m       | 696           | 440 cm   | 909      | 57,16 m       | 726           | 4:43,1 | 506    | 7417        | 16.         |

Női
| Versenyző      | Versenyszám | Előfutam | Előfutam | Előfutam | Elődöntő | Elődöntő | Elődöntő | Döntő   | Döntő    |
| Versenyző      | Versenyszám | Idő      | Hely.    | Össz.    | Idő      | Hely.    | Össz.    | Idő     | Helyezés |
| -------------- | ----------- | -------- | -------- | -------- | -------- | -------- | -------- | ------- | -------- |
| Silai Ilona    | 800 m       | 2:01,42  | 1.       | 3.       | 2:01,85  | 3.       | 8.       | 2:00,04 | 6.       |
| Valeria Bufanu | 100 m gát   | 12,94    | 1.       | 3.       | 12,84    | 1.       | 2.       | 12,84   |          |

| Versenyző             | Versenyszám   | Selejtező                | Selejtező                | Döntő    | Döntő    |
| Versenyző             | Versenyszám   | Eredmény                 | Helyezés                 | Eredmény | Helyezés |
| --------------------- | ------------- | ------------------------ | ------------------------ | -------- | -------- |
| Cornelia Popescu-Popa | Magasugrás    | 176 cm                   | 6.(8)                    | 176 cm   | 19.      |
| Roxana Vulescu        | Magasugrás    | 165 cm                   | 35.*                     | kiesett  | kiesett  |
| Valeria Bufanu        | Távolugrás    | érvényes kísérlet nélkül | érvényes kísérlet nélkül | kiesett  | kiesett  |
| Elena Vintilă         | Távolugrás    | 630 cm                   | 14.                      | 613 cm   | 14.      |
| Viorica Viscopoleanu  | Távolugrás    | 639 cm                   | 6.                       | 648 cm   | 7.       |
| Valentina Cioltan     | Súlylökés     | 16,85 m                  | 12.                      | 16,62 m  | 13.      |
| Carmen Ionescu        | Diszkoszvetés | 57,82 m                  | 6.                       | 60,42 m  | 7.       |
| Lia Manoliu           | Diszkoszvetés | 55,88 m                  | 9.                       | 58,50 m  | 9.       |
| Argentina Menis       | Diszkoszvetés | 61,58 m                  | 1.                       | 65,06 m  |          |
| Marion Becker         | Gerelyhajítás | 50,74 m                  | 17.                      | kiesett  | kiesett  |
| Ráduly-Zörgő Éva      | Gerelyhajítás | érvényes kísérlet nélkül | érvényes kísérlet nélkül | kiesett  | kiesett  |

| Versenyző     | Versenyszám | 100 m gát | 100 m gát | Súlylökés | Súlylökés | Magasugrás | Magasugrás | Távolugrás | Távolugrás | 200 m | 200 m | Végeredmény | Végeredmény |
| Versenyző     | Versenyszám | Idő       | Pont      | Eredmény  | Pont      | Eredmény   | Pont       | Eredmény   | Pont       | Idő   | Pont  | Pont        | Helyezés    |
| ------------- | ----------- | --------- | --------- | --------- | --------- | ---------- | ---------- | ---------- | ---------- | ----- | ----- | ----------- | ----------- |
| Elena Vintilă | Ötpróba     | 14,06     | 858       | 10,64 m   | 632       | 168 cm     | 915        | 627 cm     | 965        | 25,20 | 829   | 4199        | 20.         |

## Birkózás
Kötöttfogású
| Versenyző          | Versenyszám | 1. forduló                         | 2. forduló                             | 3. forduló                          | 4. forduló                           | 5. forduló                           | 6. forduló        | 7. forduló        | Döntő                                                                                              | Helyezés    |
| Versenyző          | Versenyszám | Ellenfél Eredmény                  | Ellenfél Eredmény                      | Ellenfél Eredmény                   | Ellenfél Eredmény                    | Ellenfél Eredmény                    | Ellenfél Eredmény | Ellenfél Eredmény | Ellenfél Eredmény                                                                                  | Helyezés    |
| ------------------ | ----------- | ---------------------------------- | -------------------------------------- | ----------------------------------- | ------------------------------------ | ------------------------------------ | ----------------- | ----------------- | -------------------------------------------------------------------------------------------------- | ----------- |
| Gheorghe Berceanu  | 48 kg       | Seres Ferenc (HUN) · kétvállas     | Vladimir Zubkov (URS) · kétvállas      | Lennart Svensson (SWE) · kétvállas  | Bernd Drechsel (GDR) · 1-3           | Lorenzo Calafiore (ITA) · kétvállas  |                   |                   | 1. mérkőzés · Rahin Aliabadi (IRI) · 1-3 · 3. mérkőzés · Sztefan Angelov (BUL) · kétvállas         |             |
| Gheorghe Stoiciu   | 52 kg       | Doncsecz József (HUN) · kizárták   | Fritz Huber (FRG) · 1-3                | Boško Marinko (YUG) · kétvállas     | kiesett                              | kiesett                              |                   |                   | kiesett                                                                                            | helyezetlen |
| Ion Baciu          | 57 kg       | Rogelio Famatid (PHI) · kétvállas  | Per Lindholm (SWE) · 1-3               | Karlo Čović (YUG) · 1-3             | Jamamoto Ikuei (JPN) · 1-3           | Khristo Traykov (BUL) · 3-1          | kiesett           | kiesett           | kiesett                                                                                            | 6.          |
| Ion Păun           | 62 kg       | erőnyerő                           | James Hazewinkel (USA) · 1-3           | Slavko Koletić (YUG) · 1-3          | Heinz-Helmut Wehling (GDR) · 2.5-2.5 | Fudzsimoto Hideo (JPN) · 3-1         | kiesett           |                   | kiesett                                                                                            | 6.          |
| Simion Popescu     | 68 kg       | Andrzej Supron (POL) · kizárták    | Samil Hiszamutgyinov (URS) · kétvállas | kiesett                             | kiesett                              | kiesett                              | kiesett           |                   | kiesett                                                                                            | helyezetlen |
| Marcel Vlad        | 74 kg       | Jan Karlsson (SWE) · 3-1           | Momir Kecman (YUG) · 3-1               | kiesett                             | kiesett                              | kiesett                              |                   |                   | kiesett                                                                                            | helyezetlen |
| Ion Gabor          | 82 kg       | Jimmy Martinetti (SUI) · kétvállas | André Bouchoule (FRA) · 1-3            | Harald Barlie (NOR) · 2-2           | Miroslav Janota (TCH) · 2-2          | Anatolij Nazarenko (URS) · kétvállas |                   |                   | kiesett                                                                                            | 5.          |
| Nicolae Neguţ      | 90 kg       | Valerij Rezancev (URS) · 2-2       | Tani Kimucsi (JPN) · kétvállas         | Håkon Øverby (NOR) · 2-2            | Josip Čorak (YUG) · kétvállas        | kiesett                              |                   |                   | kiesett                                                                                            | 6.          |
| Nicolae Martinescu | 100 kg      | Szaitó Makoto (JPN) · 0.5-3.5      | erőnyerő                               | Khristo Ignatov (BUL) · 1-3         | Fredi Albrecht (GDR) · 1-3           | Kiss Ferenc (HUN) · 3-1              |                   |                   | 1. mérkőzés · Nyikolaj Jakovenko (URS) · kétvállas · Hozott eredmény · Kiss Ferenc (HUN) · 3-1     |             |
| Victor Dolipschi   | +100 kg     | Anatolij Roscsin (URS) · kétvállas | Edward Wojda (POL) · kétvállas         | Wilfried Dietrich (FRG) · kétvállas | Csatári József (HUN) · kétvállas     |                                      |                   |                   | 1. mérkőzés · Alekszandar Tomov (BUL) · 2-2 · Hozott eredmény · Anatolij Roscsin (URS) · kétvállas |             |

Szabadfogású
| Versenyző        | Versenyszám | 1. forduló                                            | 2. forduló                                 | 3. forduló                       | 4. forduló                               | 5. forduló                      | 6. forduló                    | 7. forduló        | Döntő                                                                                        | Helyezés    |
| Versenyző        | Versenyszám | Ellenfél Eredmény                                     | Ellenfél Eredmény                          | Ellenfél Eredmény                | Ellenfél Eredmény                        | Ellenfél Eredmény               | Ellenfél Eredmény             | Ellenfél Eredmény | Ellenfél Eredmény                                                                            | Helyezés    |
| ---------------- | ----------- | ----------------------------------------------------- | ------------------------------------------ | -------------------------------- | ---------------------------------------- | ------------------------------- | ----------------------------- | ----------------- | -------------------------------------------------------------------------------------------- | ----------- |
| Ion Arapu        | 48 kg       | Umeda Maszahiko (JPN) · 3-1                           | Jürgen Möbius (GDR) · 1-3                  | Rolf Lacour (FRG) · kétvállas    | Sefer Baygın (TUR) · 3-1                 |                                 |                               |                   | kiesett                                                                                      | 5.          |
| Petre Ciarnău    | 52 kg       | Kim Gvanghjong (Gim Gwanghyeong) (PRK) · 1-3          | Pedro Piñeda (GUA) · kétvállas             | erőnyerő                         | John Kinsela (AUS) · 0.5-3.5             | Arszen Alahvergyiev (URS) · 2-2 | Kató Kijomi (JPN) · kétvállas |                   | kiesett                                                                                      | 5.          |
| Nicolae Dumitru  | 57 kg       | Hszü Csin-hsziung (Hsu Chin-Hsiung) (ROC) · kétvállas | Richard Sanders (USA) · kétvállas          | Jorge Ramos (CUB) · 3-1          | kiesett                                  | kiesett                         | kiesett                       | kiesett           | kiesett                                                                                      | helyezetlen |
| Petre Coman      | 62 kg       | Carlos Hurtado (PER) · kétvállas                      | Kenneth Dawes (GBR) · kétvállas            | Pat Bolger (CAN) · kétvállas     | Ivan Krasztev (BUL) · 3-1                | Vehbi Akdağ (TUR) · 3-1         | kiesett                       |                   | kiesett                                                                                      | 6.          |
| Petre Poalelungi | 68 kg       | Josef Engel (TCH) · 1-3                               | Gabriel Ruz (MEX) · kétvállas              | Udo Schröder (GDR) · 2-2         | Ruszlan Asuralijev (URS) · kétvállas     | kiesett                         |                               |                   | kiesett                                                                                      | helyezetlen |
| Ludovic Ambruş   | 74 kg       | Yury Gusov (URS) · 3-1                                | Bruce Akers (AUS) · 0.5-3.5                | Mukhtiar Singh (IND) · kétvállas | Daniel Robin (FRA) · 3-1                 | kiesett                         | kiesett                       |                   | kiesett                                                                                      | helyezetlen |
| Vasile Iorga     | 82 kg       | André Bouchoule (FRA) · 1-3                           | Jesús Blanco (ARG) · kétvállas             | Ali Hagilou (IRI) · kétvállas    | Jimmy Martinetti (SUI) · kétvállas       | John Peterson (USA) · 3-1       | Levan Tediasvili (URS) · 3-1  |                   | Hozott eredmény · John Peterson (USA) · 3-1 · Hozott eredmény · Levan Tediasvili (URS) · 3-1 |             |
| Ion Marton       | 90 kg       | Bárbaro Morgan (CUB) · 3-1                            | Kvak Kvangung (Kwak Gwang-Ung) (KOR) · 3-1 | kiesett                          | kiesett                                  | kiesett                         | kiesett                       |                   | kiesett                                                                                      | helyezetlen |
| Enache Panait    | 100 kg      | Robert N'Diaye (SEN) · kétvállas                      | Harry Geris (CAN) · 1-3                    | Bruno Jutzeler (SUI) · kétvállas | Khorloogiin Bayanmönkh (MGL) · kétvállas | Ivan Jarigin (URS) · kétvállas  |                               |                   | kiesett                                                                                      | 5.          |
| Ştefan Stîngu    | +100 kg     | erőnyerő                                              | Stanisław Makowiecki (POL) · 2.5-2.5       | Peter Germer (GDR) · 2-2         | Alekszandr Medvegy (URS) · kétvállas     | kiesett                         |                               |                   | kiesett                                                                                      | helyezetlen |

## Evezés
| Versenyző                                                | Versenyszám              | Előfutam | Előfutam | Vigaszág | Vigaszág | Elődöntő | Elődöntő | Döntő | Döntő   | Döntő | Helyezés |
| Versenyző                                                | Versenyszám              | Idő      | Hely.    | Idő      | Hely.    | Idő      | Hely.    | Típus | Idő     | Hely. | Helyezés |
| -------------------------------------------------------- | ------------------------ | -------- | -------- | -------- | -------- | -------- | -------- | ----- | ------- | ----- | -------- |
| Ilie Oanţă Dumitru Grumezescu                            | Kormányos nélküli kettes | 7:28,03  | 2.       | 7:30,45  | 1.       | 7:47,77  | 3.       | A     | 7:42,90 | 6.    | 6.       |
| Ştefan Tudor Petre Ceapura Lavrenszki László (kormányos) | Kormányos kettes         | 7:47,98  | 3.       | 8:08,34  | 1.       | 8:10,89  | 3.       | A     | 7:21,36 | 3.    |          |
| Emeric Tuşa Adalbert Agh Mihai Naumencu Francisc Papp    | Kormányos nélküli négyes | 6:49,11  | 1.       | erőnyerő | erőnyerő | 7:12,50  | 1.       | A     | 6:35,60 | 5.    | 5.       |

## Kajak-kenu

### Síkvízi
Férfi
| Versenyző                                                     | Versenyszám         | Előfutam | Előfutam | Előfutam | Vigaszág | Vigaszág | Vigaszág | Elődöntő | Elődöntő | Elődöntő | Döntő   | Döntő    |
| Versenyző                                                     | Versenyszám         | Idő      | Hely.    | Össz.    | Idő      | Hely.    | Össz.    | Idő      | Hely.    | Össz.    | Idő     | Helyezés |
| ------------------------------------------------------------- | ------------------- | -------- | -------- | -------- | -------- | -------- | -------- | -------- | -------- | -------- | ------- | -------- |
| Ion Dragulschi                                                | Kajak egyes 1000 m  | 4:04,17  | 4.       | 8.       | 4:01,40  | 2.       | 4.       | 3:58,25  | 4.       | 12.      | kiesett | kiesett  |
| Costel Coşniţă Vasile Simiocenco                              | Kajak kettes 1000 m | 3:43,33  | 2.       | 3.       | erőnyerő | erőnyerő | erőnyerő | 3:34,60  | 2.       | 6.       | 3:35,66 | 5.       |
| Aurel Vernescu Mihai Zafiu Roman Vartolomeu Atanasie Sciotnic | Kajak négyes 1000 m | 3:16,15  | 1.       | 1.       | erőnyerő | erőnyerő | erőnyerő | 3:09,98  | 1.       | 5.       | 3:15,07 |          |
| Ivan Patzaichin                                               | Kenu egyes 1000 m   | 6:34,65  | 6.       | 13.      | 4:11,90  | 1.       | 1.       |          |          |          | 4:08,94 |          |
| Ivan Patzaichin Serghei Covaliov                              | Kenu kettes 1000 m  | 4:09,21  | 1.       | 3.       | erőnyerő | erőnyerő | erőnyerő | 3:51,43  | 1.       | 1.       | 3:52,63 |          |

Női
| Versenyző                        | Versenyszám        | Előfutam | Előfutam | Előfutam | Vigaszág | Vigaszág | Vigaszág | Elődöntő | Elődöntő | Elődöntő | Döntő   | Döntő    |
| Versenyző                        | Versenyszám        | Idő      | Hely.    | Össz.    | Idő      | Hely.    | Össz.    | Idő      | Hely.    | Össz.    | Idő     | Helyezés |
| -------------------------------- | ------------------ | -------- | -------- | -------- | -------- | -------- | -------- | -------- | -------- | -------- | ------- | -------- |
| Maria Nichiforov                 | Kajak egyes 500 m  | 2:12,27  | 3.       | 3.       | erőnyerő | erőnyerő | erőnyerő | 2:05,23  | 2.       | 3.       | 2:07,13 | 6.       |
| Maria Nichiforov Viorica Dumitru | Kajak kettes 500 m | 1:59,59  | 1.       | 1.       | erőnyerő | erőnyerő | erőnyerő |          |          |          | 1:55,01 |          |

## Kerékpározás

### Országúti kerékpározás
| Versenyző     | Versenyszám   | Idő             | Helyezés |
| ------------- | ------------- | --------------- | -------- |
| Teodor Vasile | Mezőnyverseny | 4:17:09 (+2:32) | 60.      |

## Kézilabda
| Román férfi kézilabdacsapat-játékoskeret                                                                                         | Román férfi kézilabdacsapat-játékoskeret                                                                        |
| --- | --- |
| - Birtalan István - Adrian Cosma - Alexandru Dincă - Cristian Gaţu - Gheorghe Gruia - Roland Gunesch - Kicsid Gábor - Ghiţă Licu | - Dan Marin - Cornel Penu - Valentin Samungi - Simion Schöbel - Werner Stöckl - Constantin Tudosie - Radu Voina |

### Eredmények
Csoportkör
C csoport
| Csapat              | M | Gy | D | V | G+ | G– | Gk | P |
| ------------------- | - | -- | - | - | -- | -- | -- | - |
| Románia (ROU)       | 3 | 3  | 0 | 0 | 46 | 37 | +9 | 6 |
| NSZK (FRG)          | 3 | 1  | 1 | 1 | 39 | 38 | +1 | 3 |
| Norvégia (NOR)      | 3 | 1  | 1 | 1 | 48 | 50 | –2 | 3 |
| Spanyolország (ESP) | 3 | 0  | 0 | 3 | 39 | 47 | –8 | 0 |

| 1972. augusztus 30. | Románia (ROU)    | 18 – 14 | Norvégia (NOR) |  |
| 1972. augusztus 30. | Gunesch, Gruia 6 | (11–10) | T. Hansen 4    |  |
| 1972. augusztus 30. |                  |         |                |  |

| 1972. szeptember 1. | Románia (ROU)    | 15 – 12 | Spanyolország (ESP) |  |
| 1972. szeptember 1. | Gruia, Tudosie 3 | (6–4)   | Andrés 5            |  |
| 1972. szeptember 1. |                  |         |                     |  |

| 1972. szeptember 3. | Románia (ROU) | 13 – 11 | NSZK (FRG)         |  |
| 1972. szeptember 3. | Gruia 7       | (5–5)   | Bucher, Westebbe 3 |  |
| 1972. szeptember 3. |               |         |                    |  |

Középdöntő
F. csoport
A táblázat tartalmazza a C csoportban lejátszott Románia – Nyugat-Németország 13–11-es eredményt.
| Csapat             | M | Gy | D | V | G+ | G– | Gk  | P |
| ------------------ | - | -- | - | - | -- | -- | --- | - |
| Jugoszlávia (YUG)  | 3 | 3  | 0 | 0 | 56 | 44 | +12 | 6 |
| Románia (ROU)      | 3 | 2  | 0 | 1 | 46 | 39 | +7  | 4 |
| NSZK (FRG)         | 3 | 1  | 0 | 2 | 43 | 51 | –8  | 2 |
| Magyarország (HUN) | 3 | 0  | 0 | 3 | 44 | 55 | –11 | 0 |

| 1972. szeptember 6. | Románia (ROU) | 20 – 14 | Magyarország (HUN) |  |
| 1972. szeptember 6. | Gruia 8       | (11–6)  | Kaló, Varga 3      |  |
| 1972. szeptember 6. |               |         |                    |  |

| 1972. szeptember 8. | Románia (ROU) | 13 – 14 | Jugoszlávia (YUG) |  |
| 1972. szeptember 8. | Gruia 8       | (4–5)   | Lazarević 6       |  |
| 1972. szeptember 8. |               |         |                   |  |

Bronzmérkőzés
| 1972. szeptember 10. | NDK (GDR) | 16 – 19 | Románia (ROU)    |  |
| 1972. szeptember 10. | Böhme 4   | (8–11)  | Gunesch, Gruia 5 |  |
| 1972. szeptember 10. |           |         |                  |  |

| Csapat        | Helyezés |
| ------------- | -------- |
| Románia (ROU) |          |

## Műugrás
Férfi
| Versenyző | Versenyszám        | Selejtező | Selejtező | Döntő   | Döntő    |
| Versenyző | Versenyszám        | Pont      | Helyezés  | Pont    | Helyezés |
| --------- | ------------------ | --------- | --------- | ------- | -------- |
| Ion Ganea | Egyéni műugrás     | 325,17    | 21.       | kiesett | kiesett  |
| Ion Ganea | Egyéni toronyugrás | 265,83    | 25.       | kiesett | kiesett  |

Női
| Versenyző          | Versenyszám        | Selejtező | Selejtező | Döntő   | Döntő    |
| Versenyző          | Versenyszám        | Pont      | Helyezés  | Pont    | Helyezés |
| ------------------ | ------------------ | --------- | --------- | ------- | -------- |
| Sorana Prelipceanu | Egyéni műugrás     | 242,61    | 21.       | kiesett | kiesett  |
| Melania Decuseară  | Egyéni műugrás     | 232,02    | 27.       | kiesett | kiesett  |
| Melania Decuseară  | Egyéni toronyugrás | 182,82    | 16.       | kiesett | kiesett  |

## Ökölvívás
| Versenyző           | Versenyszám   | Selejtező                   | 32-es főtábla                 | Nyolcaddöntő                       | Negyeddöntő                  | Elődöntő                  | Döntő                                  | Helyezés |
| Versenyző           | Versenyszám   | Ellenfél Eredmény           | Ellenfél Eredmény             | Ellenfél Eredmény                  | Ellenfél Eredmény            | Ellenfél Eredmény         | Ellenfél Eredmény                      | Helyezés |
| ------------------- | ------------- | --------------------------- | ----------------------------- | ---------------------------------- | ---------------------------- | ------------------------- | -------------------------------------- | -------- |
| Alexandru Turei     | Papírsúly     |                             | Enrique Rodríguez (ESP) · 2-3 | kiesett                            | kiesett                      | kiesett                   | kiesett                                | 17.      |
| Constantin Gruiescu | Légsúly       | erőnyerő                    | Kemal Solunur (TUR) · 5-0     | Douglas Rodríguez (CUB) · 2-3      | kiesett                      | kiesett                   | kiesett                                | 9.       |
| Marian Lazăr        | Harmatsúly    | erőnyerő                    | Flevitus Bitegeko (TAN) · 5-0 | Vaszilij Szolomin (URS) · 1-4      | kiesett                      | kiesett                   | kiesett                                | 9.       |
| Gabriel Pometcu     | Pehelysúly    | Nils Dag Strømme (NOR) · KO | Orlando Palacios (CUB) · 4-1  | Jochen Bachfeld (GDR) · 5-0        | Borisz Kuznyecov (URS) · 1-4 | kiesett                   | kiesett                                | 5.       |
| Antoniu Vasile      | Könnyűsúly    | erőnyerő                    | Adeyemi Abayomi (NGR) · RSC   | Kim Theho (Kim Tae-Ho) (KOR) · RSC | kiesett                      | kiesett                   | kiesett                                | 9.       |
| Calistrat Cuţov     | Kisváltósúly  |                             | Mohamed Muruli (UGA) · 4-1    | Bantow Srisook (THA) · RSC         | kiesett                      | kiesett                   | kiesett                                | 9.       |
| Victor Zilberman    | Váltósúly     | David Jackson (UGA) · 2-3   | kiesett                       | kiesett                            | kiesett                      | kiesett                   | kiesett                                | 33.      |
| Ion Györffi         | Nagyváltósúly | erőnyerő                    | Peter Tiepold (GDR) · 1-4     | kiesett                            | kiesett                      | kiesett                   | kiesett                                | 17.      |
| Alec Năstac         | Középsúly     |                             | Alejandro Montoya (CUB) · KO  | kiesett                            | kiesett                      | kiesett                   | kiesett                                | 17.      |
| Marian Culineac     | Félnehézsúly  |                             | Oliver Wright (JAM) · 5-0     | Miguel Cuello (ARG) · RSC          | kiesett                      | kiesett                   | kiesett                                | 9.       |
| Ion Alexe           | Nehézsúly     |                             |                               | Réder József (HUN) · 5-0           | Jürgen Fanghänel (GDR) · 5-0 | Hasse Thomsén (SWE) · 5-0 | Teófilo Stevenson (CUB) · visszalépett |          |

## Öttusa
| Versenyző                                       | Versenyszám | Lovaglás | Lovaglás | Lovaglás | Vívás    | Vívás | Vívás | Lövészet | Lövészet | Lövészet | Úszás  | Úszás | Úszás | Futás   | Futás | Futás | Összesen    | Összesen |
| Versenyző                                       | Versenyszám | Idő      | Pont     | Hely.    | Eredmény | Pont  | Hely. | Pontszám | Pont     | Hely.    | Idő    | Pont  | Hely. | Idő     | Pont  | Hely. | Összes pont | Helyezés |
| ----------------------------------------------- | ----------- | -------- | -------- | -------- | -------- | ----- | ----- | -------- | -------- | -------- | ------ | ----- | ----- | ------- | ----- | ----- | ----------- | -------- |
| Marian Cosmescu                                 | Egyéni      | 2:21,1   | 1045     | 20.      | 23–35    | 658   | 46.   | 186      | 824      | 35.      | 3:54,7 | 996   | 42.   | 14:26,8 | 967   | 51.   | 4490        | 38.      |
| Adalbert Covaci                                 | Egyéni      | 3:07,1   | 815      | 55.      | 19–39    | 582   | 53.   | 181      | 714      | 45.      | 3:28,5 | 1204  | 4.    | 13:53,1 | 1066  | 30.   | 4381        | 48.      |
| Dumitru Spîrlea                                 | Egyéni      | 2:35,1   | 975      | 33.      | 31–27    | 810   | 21.   | 195      | 1022     | 6.       | 4:02,6 | 932   | 47.   | 14:10,7 | 1015  | 41.   | 4754        | 23.      |
| Marian Cosmescu Adalbert Covaci Dumitru Spîrlea | Csapat      |          | 2835     | 16.      |          | 2080  | 15.   |          | 2560     | 7.       |        | 3132  | 10.   |         | 3048  | 16.   | 13665       | 12.      |

## Röplabda

### Férfi
| Román férfi röplabdacsapat-játékoskeret                                                              | Román férfi röplabdacsapat-játékoskeret                                                         |
| --- | ----------------------------------------------------------------------------------------------- |
| - Viorel Bălaş - Bartha Gyula - Laurenţiu Dumănoiu - Romeo Enescu - Cristian Ion - Stelian Moculescu | - Corneliu Oros - William Schreiber - Marian Stamate - Mircea Tutovan-Codoi - Gabriel Udişteanu |

#### Eredmények
Csoportkör
B csoport
|                |      | Mérkőzések | Mérkőzések | Szettek | Szettek | Szettek | Pontok | Pontok | Pontok |
| Csapat         | Pont | Gy         | V          | Sz+     | Sz–     | SzA     | P+     | P–     | PA     |
| -------------- | ---- | ---------- | ---------- | ------- | ------- | ------- | ------ | ------ | ------ |
| Japán (JPN)    | 10   | 5          | 0          | 15      | 0       | MAX     | 225    | 95     | 2,368  |
| NDK (GDR)      | 9    | 4          | 1          | 12      | 4       | 3,000   | 200    | 162    | 1,235  |
| Románia (ROU)  | 7    | 2          | 3          | 8       | 9       | 0,889   | 201    | 213    | 0,944  |
| Brazília (BRA) | 7    | 2          | 3          | 9       | 13      | 0,692   | 273    | 280    | 0,975  |
| Kuba (CUB)     | 7    | 2          | 3          | 6       | 13      | 0,462   | 212    | 254    | 0,835  |
| NSZK (FRG)     | 5    | 0          | 5          | 4       | 15      | 0,267   | 163    | 270    | 0,604  |

| 1972. augusztus 28. 14:00 | Románia (ROU)      | 0 – 3 | Japán (JPN) |  |
| 1972. augusztus 28. 14:00 | (4–15, 5–15, 6–15) |       |             |  |

| 1972. augusztus 30. 19:30 | NSZK (FRG)         | 0 – 3 | Románia (ROU) |  |
| 1972. augusztus 30. 19:30 | (9–15, 1–15, 8–15) |       |               |  |

| 1972. szeptember 1. 10:00 | Románia (ROU)                      | 2 – 3 | Brazília (BRA) |  |
| 1972. szeptember 1. 10:00 | (16–18, 15–11, 7–15, 15–11, 12–15) |       |                |  |

| 1972. szeptember 3. 19:30 | Kuba (CUB)           | 0 – 3 | Románia (ROU) |  |
| 1972. szeptember 3. 19:30 | (7–15, 15–17, 13–15) |       |               |  |

| 1972. szeptember 6. 21:00 | Románia (ROU)        | 0 – 3 | NDK (GDR) |  |
| 1972. szeptember 6. 21:00 | (10–15, 12–15, 7–15) |       |           |  |

Az 5–8. helyért
| 1972. szeptember 8. 14:00 | Dél-Korea (KOR)     | 0 – 3 | Románia (ROU) |  |
| 1972. szeptember 8. 14:00 | (12–15, 7–15, 8–15) |       |               |  |

Az 5. helyért
| 1972. szeptember 9. 15:30 | Csehszlovákia (TCH)        | 1 – 3 | Románia (ROU) |  |
| 1972. szeptember 9. 15:30 | (15–8, 7–15, 10–15, 14–16) |       |               |  |

| Csapat        | Helyezés |
| ------------- | -------- |
| Románia (ROU) | 5.       |

## Sportlövészet
Nyílt
| Versenyző         | Versenyszám                    | Pont | Helyezés |
| ----------------- | ------------------------------ | ---- | -------- |
| Ion Tripşa        | Gyorstüzelő pisztoly           | 582  | 25.      |
| Daniel Iuga       | Gyorstüzelő pisztoly           | 589  | 12.      |
| Daniel Iuga       | Szabadpisztoly                 | 562  |          |
| Ilie Codreanu     | Sportpuska, fekvő              | 590  | 53.      |
| Nicolae Rotaru    | Sportpuska, fekvő              | 598  |          |
| Nicolae Rotaru    | Sportpuska, összetett          | 1148 | 8.       |
| Petre Şandor      | Sportpuska, összetett          | 1139 | 20.      |
| Petre Şandor      | Szabadpuska, összetett (300 m) | 1127 | 21.      |
| Eugen Satală      | Szabadpuska, összetett (300 m) | 1102 | 28.      |
| Ion Dumitrescu    | Trap                           | 183  | 30.      |
| Gheorghe Florescu | Trap                           | 190  | 14.      |
| Lucian Cojocaru   | Skeet                          | 191  | 15.      |
| Gleb Pintilie     | Skeet                          | 190  | 23.      |

## Súlyemelés
| Versenyző    | Versenyszám | Nyomás   | Nyomás   | Szakítás | Szakítás | Lökés    | Lökés    | Összesen | Helyezés |
| Versenyző    | Versenyszám | Eredmény | Helyezés | Eredmény | Helyezés | Eredmény | Helyezés | Összesen | Helyezés |
| ------------ | ----------- | -------- | -------- | -------- | -------- | -------- | -------- | -------- | -------- |
| Ion Hortopan | 52 kg       | 97,5     | 9.       | 95,0     | 6.       | 117,5    | 10.      | 310,0    | 8.       |
| Victor Rusu  | 56 kg       | 105,0    | 15.      | 95,0     | 14.      | 132,5    | 9.       | 332,5    | 11.      |

## Torna
Férfi
| Versenyző                                                                                        | Versenyszám      | Selejtező | Selejtező | Döntő    | Döntő    |
| Versenyző                                                                                        | Versenyszám      | Pontszám  | Helyezés  | Pontszám | Helyezés |
| ------------------------------------------------------------------------------------------------ | ---------------- | --------- | --------- | -------- | -------- |
| Mircea Gheorghiu                                                                                 | Talaj            | 17,45     | 60.       | kiesett  | kiesett  |
| Mircea Gheorghiu                                                                                 | Ugrás            | 18,00     | 54.       | kiesett  | kiesett  |
| Mircea Gheorghiu                                                                                 | Korlát           | 17,70     | 71.       | kiesett  | kiesett  |
| Mircea Gheorghiu                                                                                 | Nyújtó           | 17,10     | 81.       | kiesett  | kiesett  |
| Mircea Gheorghiu                                                                                 | Gyűrű            | 16,95     | 77.       | kiesett  | kiesett  |
| Mircea Gheorghiu                                                                                 | Lólengés         | 17,80     | 39.       | kiesett  | kiesett  |
| Mircea Gheorghiu                                                                                 | Egyéni összetett | 105,00    | 63.       | kiesett  | kiesett  |
| Dănut Grecu                                                                                      | Talaj            | 17,70     | 50.       | kiesett  | kiesett  |
| Dănut Grecu                                                                                      | Ugrás            | 18,40     | 23.       | kiesett  | kiesett  |
| Dănut Grecu                                                                                      | Korlát           | 18,05     | 52.       | kiesett  | kiesett  |
| Dănut Grecu                                                                                      | Nyújtó           | 17,70     | 56.       | kiesett  | kiesett  |
| Dănut Grecu                                                                                      | Gyűrű            | 18,50     | 20.       | kiesett  | kiesett  |
| Dănut Grecu                                                                                      | Lólengés         | 17,75     | 41.       | kiesett  | kiesett  |
| Dănut Grecu                                                                                      | Egyéni összetett | 108,10    | 34.       | 108,850  | 32.*     |
| Petre Mihăiuc                                                                                    | Talaj            | 18,40     | 23.       | kiesett  | kiesett  |
| Petre Mihăiuc                                                                                    | Ugrás            | 18,55     | 15.       | kiesett  | kiesett  |
| Petre Mihăiuc                                                                                    | Korlát           | 18,25     | 38.       | kiesett  | kiesett  |
| Petre Mihăiuc                                                                                    | Nyújtó           | 18,15     | 35.       | kiesett  | kiesett  |
| Petre Mihăiuc                                                                                    | Gyűrű            | 18,10     | 33.       | kiesett  | kiesett  |
| Petre Mihăiuc                                                                                    | Lólengés         | 17,85     | 38.       | kiesett  | kiesett  |
| Petre Mihăiuc                                                                                    | Egyéni összetett | 109,30    | 30.       | 108,650  | 34.      |
| Nicolae Oprescu                                                                                  | Talaj            | 18,40     | 23.       | kiesett  | kiesett  |
| Nicolae Oprescu                                                                                  | Ugrás            | 18,30     | 30.       | kiesett  | kiesett  |
| Nicolae Oprescu                                                                                  | Korlát           | 16,10     | 109.      | kiesett  | kiesett  |
| Nicolae Oprescu                                                                                  | Nyújtó           | 17,60     | 60.       | kiesett  | kiesett  |
| Nicolae Oprescu                                                                                  | Gyűrű            | 18,05     | 37.       | kiesett  | kiesett  |
| Nicolae Oprescu                                                                                  | Lólengés         | 16,15     | 83.       | kiesett  | kiesett  |
| Nicolae Oprescu                                                                                  | Egyéni összetett | 104,60    | 67.       | kiesett  | kiesett  |
| Gheorghe Păunescu                                                                                | Talaj            | 18,35     | 25.       | kiesett  | kiesett  |
| Gheorghe Păunescu                                                                                | Ugrás            | 18,45     | 20.       | kiesett  | kiesett  |
| Gheorghe Păunescu                                                                                | Korlát           | 17,80     | 63.       | kiesett  | kiesett  |
| Gheorghe Păunescu                                                                                | Nyújtó           | 17,60     | 60.       | kiesett  | kiesett  |
| Gheorghe Păunescu                                                                                | Gyűrű            | 17,45     | 61.       | kiesett  | kiesett  |
| Gheorghe Păunescu                                                                                | Lólengés         | 17,60     | 52.       | kiesett  | kiesett  |
| Gheorghe Păunescu                                                                                | Egyéni összetett | 107,25    | 42.       | kiesett  | kiesett  |
| Constantin Petrescu                                                                              | Talaj            | 17,05     | 80.       | kiesett  | kiesett  |
| Constantin Petrescu                                                                              | Ugrás            | 17,80     | 79.       | kiesett  | kiesett  |
| Constantin Petrescu                                                                              | Korlát           | 17,50     | 78.       | kiesett  | kiesett  |
| Constantin Petrescu                                                                              | Nyújtó           | 18,40     | 26.       | kiesett  | kiesett  |
| Constantin Petrescu                                                                              | Gyűrű            | 16,95     | 77.       | kiesett  | kiesett  |
| Constantin Petrescu                                                                              | Lólengés         | 16,00     | 86.       | kiesett  | kiesett  |
| Constantin Petrescu                                                                              | Egyéni összetett | 103,70    | 74.       | kiesett  | kiesett  |
| Mircea Gheorghiu Dănut Grecu Petre Mihăiuc Nicolae Oprescu Gheorghe Păunescu Constantin Petrescu | Csapat összetett |           |           | 538,90   | 7.       |

Női
| Versenyző                                                                              | Versenyszám      | Selejtező | Selejtező | Döntő    | Döntő    |
| Versenyző                                                                              | Versenyszám      | Pontszám  | Helyezés  | Pontszám | Helyezés |
| -------------------------------------------------------------------------------------- | ---------------- | --------- | --------- | -------- | -------- |
| Elena Ceampelea                                                                        | Talaj            | 18,90     | 8.        | kiesett  | kiesett  |
| Elena Ceampelea                                                                        | Ugrás            | 18,10     | 33.       | kiesett  | kiesett  |
| Elena Ceampelea                                                                        | Felemás korlát   | 18,15     | 42.       | kiesett  | kiesett  |
| Elena Ceampelea                                                                        | Gerenda          | 17,90     | 22.       | kiesett  | kiesett  |
| Elena Ceampelea                                                                        | Egyéni összetett | 73,05     | 18.*      | 73,375   | 22.      |
| Alina Goreac                                                                           | Talaj            | 18,35     | 23.       | kiesett  | kiesett  |
| Alina Goreac                                                                           | Ugrás            | 18,25     | 22.       | kiesett  | kiesett  |
| Alina Goreac                                                                           | Felemás korlát   | 18,40     | 31.       | kiesett  | kiesett  |
| Alina Goreac                                                                           | Gerenda          | 17,25     | 50.       | kiesett  | kiesett  |
| Alina Goreac                                                                           | Egyéni összetett | 72,25     | 30.       | 72,825   | 31.      |
| Anca Grigoraş                                                                          | Talaj            | 18,50     | 13.       | kiesett  | kiesett  |
| Anca Grigoraş                                                                          | Ugrás            | 17,75     | 52.       | kiesett  | kiesett  |
| Anca Grigoraş                                                                          | Felemás korlát   | 18,05     | 47.       | kiesett  | kiesett  |
| Anca Grigoraş                                                                          | Gerenda          | 17,80     | 27.       | kiesett  | kiesett  |
| Anca Grigoraş                                                                          | Egyéni összetett | 72,10     | 31.*      | 72,850   | 29.*     |
| Paula Ioan                                                                             | Talaj            | 18,25     | 26.       | kiesett  | kiesett  |
| Paula Ioan                                                                             | Ugrás            | 18,25     | 22.       | kiesett  | kiesett  |
| Paula Ioan                                                                             | Felemás korlát   | 17,30     | 74.       | kiesett  | kiesett  |
| Paula Ioan                                                                             | Gerenda          | 17,30     | 47.       | kiesett  | kiesett  |
| Paula Ioan                                                                             | Egyéni összetett | 71,10     | 46.*      | kiesett  | kiesett  |
| Marcela Păunescu                                                                       | Talaj            | 17,80     | 53.       | kiesett  | kiesett  |
| Marcela Păunescu                                                                       | Ugrás            | 17,70     | 56.       | kiesett  | kiesett  |
| Marcela Păunescu                                                                       | Felemás korlát   | 17,85     | 54.       | kiesett  | kiesett  |
| Marcela Păunescu                                                                       | Gerenda          | 17,15     | 54.       | kiesett  | kiesett  |
| Marcela Păunescu                                                                       | Egyéni összetett | 70,50     | 55.*      | kiesett  | kiesett  |
| Elisabeta Turcu                                                                        | Talaj            | 17,85     | 47.       | kiesett  | kiesett  |
| Elisabeta Turcu                                                                        | Ugrás            | 18,05     | 35.       | kiesett  | kiesett  |
| Elisabeta Turcu                                                                        | Felemás korlát   | 18,15     | 42.       | kiesett  | kiesett  |
| Elisabeta Turcu                                                                        | Gerenda          | 17,15     | 54.       | kiesett  | kiesett  |
| Elisabeta Turcu                                                                        | Egyéni összetett | 71,20     | 44.       | kiesett  | kiesett  |
| Elena Ceampelea Alina Goreac Anca Grigoraş Paula Ioan Marcela Păunescu Elisabeta Turcu | Csapat összetett |           |           | 360,70   | 6.       |

* - egy másik versenyzővel azonos eredményt ért el

## Úszás
Férfi
| Versenyző     | Versenyszám  | Előfutam | Előfutam | Előfutam | Elődöntő | Elődöntő | Elődöntő | Döntő   | Döntő    |
| Versenyző     | Versenyszám  | Idő      | Hely.    | Össz.    | Idő      | Hely.    | Össz.    | Idő     | Helyezés |
| ------------- | ------------ | -------- | -------- | -------- | -------- | -------- | -------- | ------- | -------- |
| Marian Slavic | 100 m gyors  | 55,35    | 6.       | 33.      | kiesett  | kiesett  | kiesett  | kiesett | kiesett  |
| Marian Slavic | 200 m gyors  | 2:00,23  | 4.       | 24.      |          |          |          | kiesett | kiesett  |
| Marian Slavic | 200 m vegyes | 2:19,98  | 5.       | 32.      |          |          |          | kiesett | kiesett  |
| Eugen Almer   | 1500 m gyors | 17:49,80 | 6.       | 39.      |          |          |          | kiesett | kiesett  |

Női
| Versenyző  | Versenyszám    | Előfutam | Előfutam | Előfutam | Döntő   | Döntő    |
| Versenyző  | Versenyszám    | Idő      | Hely.    | Össz.    | Idő     | Helyezés |
| ---------- | -------------- | -------- | -------- | -------- | ------- | -------- |
| Anca Groza | 200 m pillangó | 2:30,32  | 3.       | 19.      | kiesett | kiesett  |

## Vívás
Férfi
| Versenyző                                                                         | Versenyszám       | Selejtező | Selejtező | Selejtező | Selejtező | Negyeddöntő | Negyeddöntő               | Elődöntő | Elődöntő                            | Döntő | Döntő                                     | Helyezés    |
| Versenyző                                                                         | Versenyszám       | 1. kör | 1. kör    | 2. kör | 2. kör    | Negyeddöntő | Negyeddöntő               | Elődöntő | Elődöntő                            | Döntő | Döntő                                     | Helyezés    |
| Versenyző                                                                         | Versenyszám       | Ellenfél Eredmény | Hely.     | Ellenfél Eredmény | Hely.     | Ellenfél Eredmény | Hely.                     | Ellenfél Eredmény | Hely.                               | Ellenfél Eredmény | Hely.                                     | Helyezés    |
| --------------------------------------------------------------------------------- | ----------------- | --- | --------- | --- | --------- | --- | ------------------------- | --- | ----------------------------------- | --- | ----------------------------------------- | ----------- |
| Haukler István                                                                    | Tőr, egyéni       | 5. csoport · Witold Woyda (POL) · 4-5 · Greg Benko (AUS) · 5-2 · Enrique Salvat (CUB) · 5-2 · Yves Daniel Darricau (LIB) · 5-3 · Roland Losert (AUT) · 3-5                                | 2.        | 2. csoport · Lech Koziejowski (POL) · 1-5 · Vlagyimir Gyenyiszov (URS) · 1-5 · Graham Paul (GBR) · 2-5 · Jesús Gil (CUB) · 5-2 · Ernest Simon (AUS) · 5-1                 | 4.        | 4. csoport · Friedrich Wessel (FRG) · 3-5 · Christian Noël (FRA) · 1-5 · Vaszil Sztankovics (URS) · 1-5 · Uehara Kijosi (JPN) · 4-5 · Nicola Granieri (ITA) · 5-4 | 6.                        | kiesett | kiesett                             | kiesett | kiesett                                   | helyezetlen |
| Tănase Mureșanu                                                                   | Tőr, egyéni       | 3. csoport · Uehara Kijosi (JPN) · 3-5 · Kamuti László (HUN) · 2-5 · Guillermo Saucedo (ARG) · 4-5 · Harald Hein (FRG) · 5-4 · Andréasz Vjenópulosz (GRE) · 5-4 · Ali Sleiman (LIB) · 5-1 | 4.        | 4. csoport · Anatolij Kotyesev (URS) · 1-5 · Christian Noël (FRA) · 2-5 · Klaus Reichert (FRG) · 2-5 · Kamuti Jenő (HUN) · 5-3 · Roland Losert (AUT) · 5-4                | 5.        | kiesett | kiesett                   | kiesett | kiesett                             | kiesett | kiesett                                   | helyezetlen |
| Mihai Ţiu                                                                         | Tőr, egyéni       | 8. csoport · František Koukal (TCH) · 5-0 · Omar Vergara (ARG) · 5-1 · Carl Borack (USA) · 5-1 · Magdy Conyd (CAN) · 5-0 · Szerizava Icsiró (JPN) · 1-5                                   | 1.        | 6. csoport · Vaszil Sztankovics (URS) · 5-3 · Guillermo Saucedo (ARG) · 5-4 · Nakadzsima Hirosi (JPN) · 5-3 · Yehuda Weisenstein (ISR) · 5-0 · Joseph Freeman (USA) · 4-5 | 2.        | 1. csoport · Daniel Revenu (FRA) · 5-4 · Marek Dąbrowski (POL) · 5-4 · Eduardo Jhons (CUB) · 5-2 · Klaus Reichert (FRG) · 5-2 · Barry Paul (GBR) · 4-5            | 2.                        | 2. csoport · Christian Noël (FRA) · 2-5 · Vlagyimir Gyenyiszov (URS) · 5-2 · Friedrich Wessel (FRG) · 5-4 · Bernard Talvard (FRA) · 5-1 · Lech Koziejowski (POL) · 4-5 | 3.                                  | Witold Woyda (POL) · 0-5 · Kamuti Jenő (HUN) · 4-5 · Christian Noël (FRA) · 5-4 · Marek Dąbrowski (POL) · 5-1 · Vlagyimir Gyenyiszov (URS) · 3-5  | 4.                                        | 4.          |
| Costică Bărăgan                                                                   | Párbajtőr, egyéni | 7. csoport · François Jeanne (FRA) · 1-5 · Horst Melzig (GDR) · 5-3 · Daniel Feraud (ARG) · 5-3 · Jeppe Normann (NOR) · 5-4 · Yves Daniel Darricau (LIB) · 5-3                            | 3.        | 2. csoport · Risto Hurme (FIN) · 4-5 · Fenyvesi Csaba (HUN) · 4-5 · Szergej Paramonov (URS) · 1-5 · Omar Vergara (ARG) · 2-5 · Ralph Johnson (GBR) · 5-2                  | 5.        | kiesett | kiesett                   | kiesett | kiesett                             | kiesett | kiesett                                   | helyezetlen |
| Alexandru Istrate                                                                 | Párbajtőr, egyéni | 6. csoport · Morten von Krogh (NOR) · 4-5 · Roland Losert (AUT) · 2-5 · Edward Bourne (GBR) · 5-2 · Ali Sleiman (LIB) · 5-1 · Guillermo Saucedo (ARG) · 1-5                               | 4.        | 4. csoport · Schmitt Pál (HUN) · 4-5 · Daniel Giger (SUI) · 3-5 · Jerzy Janikowski (POL) · 5-2 · Hans-Peter Schulze (GDR) · 5-1 · Stephen Netburn (USA) · 2-5             | 4.        | kiesett | kiesett                   | kiesett | kiesett                             | kiesett | kiesett                                   | helyezetlen |
| Pongrácz Antal                                                                    | Párbajtőr, egyéni | 11. csoport · Schmitt Pál (HUN) · 0-5 · Karl-Heinz Müller (AUT) · 5-2 · Orvar Jönsson (SWE) · 5-3 · Herbert Obst (CAN) · 5-3 · Carlos Calderón (MEX) · 4-5                                | 3.        | 7. csoport · Jacques Brodin (FRA) · 2-5 · Hans-Jürgen Hehn (FRG) · 3-5 · Jean-Charles Seneca (MON) · 5-1 · Graham Paul (GBR) · 5-2 · Claudio Francesconi (ITA) · 3-5      | 3.        | 1. csoport · Szergej Paramonov (URS) · 5-3 · Rudolf Trost (AUT) · 5-3 · Schmitt Pál (HUN) · 5-2 · Jacques Brodin (FRA) · 4-5 · Bohdan Gonsior (POL) · 4-5         | 1.                        | 2. csoport · Jacques Ladègaillerie (FRA) · 5-4 · Fenyvesi Csaba (HUN) · 5-2 · Jerzy Janikowski (POL) · 5-4 · Hrihorij Krissz (URS) · 5-2 · Igor Valetov (URS) · 1-5    | 1.                                  | Fenyvesi Csaba (HUN) · 1-5 · Kulcsár Győző (HUN) · 3-5 · Jacques Ladègaillerie (FRA) · 5-3 · Rolf Edling (SWE) · 5-3 · Jacques Brodin (FRA) · 5-4 | 4.                                        | 4.          |
| Budaházi József                                                                   | Kard, egyéni      | 6. csoport · Régis Bonnissent (FRA) · 3-5 · Hans Brandstätter (AUT) · 4-5 · Józef Nowara (POL) · 2-5 · Janos Mohoss (SUI) · 5-1                                                           | 4.        | 1. csoport · Kovács Tamás (HUN) · 3-5 · Rolando Rigoli (ITA) · 2-5 · Alfonso Morales (USA) · 5-2 · Stoyko Lipchev (BUL) · 5-0 · Francisco de la Torre (CUB) · 5-3         | 3.        | 3. csoport · Viktor Szigyak (URS) · 2-5 · Marót Péter (HUN) · 4-5 · Józef Nowara (POL) · 5-4 · Alex Orban (USA) · 5-1 · Philippe Bena (FRA) · 5-0                 | 3.                        | 1. csoport · Vlagyimir Nazlimov (URS) · 2-5 · Marót Péter (HUN) · 0-5 · Jerzy Pawłowski (POL) · 0-5 · Michele Maffei (ITA) · 5-4                                       | 5.                                  | kiesett | kiesett                                   | helyezetlen |
| Dan Irimiciuc                                                                     | Kard, egyéni      | 4. csoport · Walter Convents (FRA) · 0-5 · Richard Oldcorn (GBR) · 1-5 · Guillermo Saucedo (ARG) · 5-2 · Yves Daniel Darricau (LIB) · 5-2 · Stoyko Lipchev (BUL) · 4-5                    | 1.        | 5. csoport · Viktor Szigyak (URS) · 3-5 · Paul Apostol (USA) · 5-1 · Eddy Ham (NED) · 5-3 · Roberto Alva (MEX) · 5-2 · Bernard Vallée (FRA) · 3-5                         | 3.        | 4. csoport · Michele Maffei (ITA) · 3-5 · Paul Wischeidt (FRG) · 2-5 · Bernard Vallée (FRA) · 5-1 · Pézsa Tibor (HUN) · 4-5                                       | 4.                        | kiesett | kiesett                             | kiesett | kiesett                                   | helyezetlen |
| Constantin Nicolae                                                                | Kard, egyéni      | 5. csoport · Kovács Tamás (HUN) · 2-5 · Roberto Alva (MEX) · 5-0 · Fernando Lúpiz (ARG) · 5-1 · Richard Cohen (GBR) · 5-1 · Paul Wischeidt (FRG) · 3-5                                    | 2.        | 6. csoport · Marót Péter (HUN) · 0-5 · Régis Bonnissent (FRA) · 4-5 · Józef Nowara (POL) · 1-5 · Boris Stavrev (BUL) · 5-4 · John Deanfield (GBR) · 5-1                   | 6.        | kiesett | kiesett                   | kiesett | kiesett                             | kiesett | kiesett                                   | helyezetlen |
| Falb Gyula Haukler István Tănase Mureșanu Mihai Ţiu Aurel Ştefan                  | Tőr, csapat       | 4. csoport · Kanada (CAN) · 16-0 · Libanon (LIB) · 9-7 · Magyarország (HUN) · 7-8 | 2.        | |           | Franciaország (FRA) · 6-9 | Franciaország (FRA) · 6-9 | 5–6. helyért · NSZK (FRG) · 3-9 | 5–6. helyért · NSZK (FRG) · 3-9     | kiesett | kiesett                                   | 7.          |
| Costică Bărăgan Constantin Duţu Nicolae Iorgu Alexandru Istrate Pongrácz Antal    | Párbajtőr, csapat | 5. csoport · Argentína (ARG) · 13-3 · Egyesült Államok (USA) · 8 (59)-8 (64) · NDK (GDR) · 11-5                                                                                           | 1.        | erőnyerő | erőnyerő  | Svájc (SUI) · 2-9 | Svájc (SUI) · 2-9         | 5–6. helyért · Norvégia (NOR) · 9-5 | 5–6. helyért · Norvégia (NOR) · 9-5 | Az 5. helyért · Lengyelország (POL) · 9-3 | Az 5. helyért · Lengyelország (POL) · 9-3 | 5.          |
| Budaházi József Gheorghe Culcea Dan Irimiciuc Constantin Nicolae Octavian Vintilă | Kard, csapat      | 1. csoport · Bulgária (BUL) · 11-5 · Magyarország (HUN) · 3-9 | 2.        | |           | Franciaország (FRA) · 9-4 | Franciaország (FRA) · 9-4 | Olaszország (ITA) · 7-9 | Olaszország (ITA) · 7-9             | Bronzmérkőzés · Magyarország (HUN) · 7-8 | Bronzmérkőzés · Magyarország (HUN) · 7-8  | 4.          |

Női
| Versenyző                                                                          | Versenyszám | Selejtező | Selejtező | Negyeddöntő | Negyeddöntő      | Elődöntő                | Elődöntő                | Döntő                                   | Döntő                                   | Helyezés    |
| Versenyző                                                                          | Versenyszám | Ellenfél Eredmény | Hely.     | Ellenfél Eredmény | Hely.            | Ellenfél Eredmény       | Hely.                   | Ellenfél Eredmény                       | Hely.                                   | Helyezés    |
| ---------------------------------------------------------------------------------- | ----------- | --- | --------- | --- | ---------------- | ----------------------- | ----------------------- | --------------------------------------- | --------------------------------------- | ----------- |
| Ana Derșidan-Ene-Pascu                                                             | Tőr, egyéni | 3. csoport · Bóbis Ildikó (HUN) · 1-4 · Claudine le Comte (BEL) · 1-4 · Brigitte Gapais-Dumont (FRA) · 4-2 · Hannelore Hradez (AUT) · 4-2 | 4.        | kiesett | kiesett          | kiesett                 | kiesett                 | kiesett                                 | kiesett                                 | helyezetlen |
| Jeneiné Gyulai Ilona                                                               | Tőr, egyéni | 5. csoport · Galina Gorohova (URS) · 2-4 · Giulia Lorenzoni (ITA) · 4-1 · Elke Radlingmaier (AUT) · 4-2 · Donna Hennyey (CAN) · 4-3       | 2.        | 3. csoport · Bóbis Ildikó (HUN) · 0-4 · Katarína Lokšová-Ráczová (TCH) · 4-1 · Giulia Lorenzoni (ITA) · 4-1 · Margarita Rodríguez (CUB) · 4-3 · Alekszandra Zabelina (URS) · 1-4 | 4.               | kiesett                 | kiesett                 | kiesett                                 | kiesett                                 | helyezetlen |
| Szabó Orbán Olga                                                                   | Tőr, egyéni | 2. csoport · Irmela Broniecki (FRG) · 0-4 · Rejtő Ildikó (HUN) · 1-4 · Susan Green (GBR) · 4-2 · María Esther García (CUB) · 4-1          | 4.        | kiesett | kiesett          | kiesett                 | kiesett                 | kiesett                                 | kiesett                                 | helyezetlen |
| Ana Derșidan-Ene-Pascu Jeneiné Gyulai Ilona Stahl Jencsik Katalin Szabó Orbán Olga | Tőr, csapat | 1. csoport · Nagy-Britannia (GBR) · 9-7 · Franciaország (FRA) · 8-7                                                                       | 1.        | NSZK (FRG) · 8-6 | NSZK (FRG) · 8-6 | Szovjetunió (URS) · 4-9 | Szovjetunió (URS) · 4-9 | Bronzmérkőzés · Olaszország (ITA) · 9-7 | Bronzmérkőzés · Olaszország (ITA) · 9-7 |             |

## Vízilabda
| Román férfi vízilabdacsapat-játékoskeret                                                        | Román férfi vízilabdacsapat-játékoskeret                                       |
| ----------------------------------------------------------------------------------------------- | ------------------------------------------------------------------------------ |
| - Iosif Culineac - Cornel Frăţilă - Şerban Huber - Radu Lazăr - Bogdan Mihăilescu - Gruia Novac | - Dinu Popescu - Viorel Rus - Claudiu Rusu - Cornel Rusu - Gheorghe Zamfirescu |

### Eredmények
Csoportkör
A csoport
| Csapat                 | M | Gy | D | V | G+ | G– | Gk  | P  |
| ---------------------- | - | -- | - | - | -- | -- | --- | -- |
| Egyesült Államok (USA) | 5 | 5  | 0 | 0 | 31 | 18 | +13 | 10 |
| Jugoszlávia (YUG)      | 5 | 4  | 0 | 1 | 35 | 24 | +11 | 8  |
| Kuba (CUB)             | 5 | 3  | 0 | 2 | 28 | 23 | +5  | 6  |
| Románia (ROU)          | 5 | 2  | 0 | 3 | 38 | 26 | +12 | 4  |
| Mexikó (MEX)           | 5 | 1  | 0 | 4 | 25 | 30 | –5  | 2  |
| Kanada (CAN)           | 5 | 0  | 0 | 5 | 14 | 50 | –36 | 0  |

| 1972. augusztus 27. 18:00 | Románia (ROU)        | 3 – 4 | Egyesült Államok (USA) |  |
| 1972. augusztus 27. 18:00 | (0–1, 1–2, 1–0, 1–1) |       |                        |  |
| 1972. augusztus 27. 18:00 | három játékos 1      |       | Bradley 2              |  |

| 1972. augusztus 28. 20:00 | Románia (ROU)        | 7 – 8 | Jugoszlávia (YUG) |  |
| 1972. augusztus 28. 20:00 | (3–2, 2–1, 2–2, 0–3) |       |                   |  |
| 1972. augusztus 28. 20:00 | három játékos 2      |       | Rudić 3           |  |

| 1972. augusztus 29. 16:00 | Románia (ROU)        | 3 – 4 | Kuba (CUB)   |  |
| 1972. augusztus 29. 16:00 | (0–2, 2–1, 0–1, 1–0) |       |              |  |
| 1972. augusztus 29. 16:00 | Claudiu Rusu 2       |       | Almenteros 2 |  |

| 1972. augusztus 30. 12:00 | Románia (ROU)        | 16 – 4 | Kanada (CAN) |  |
| 1972. augusztus 30. 12:00 | (1–1, 6–1, 5–1, 4–1) |        |              |  |
| 1972. augusztus 30. 12:00 | Rus 6                |        | Packer 2     |  |

| 1972. augusztus 31. 20:00 | Románia (ROU)        | 9 – 6 | Mexikó (MEX) |  |
| 1972. augusztus 31. 20:00 | (2–2, 3–1, 2–0, 2–3) |       |              |  |
| 1972. augusztus 31. 20:00 | három játékos 2      |       | Fernández 2  |  |

7–12. helyért
| 1972. szeptember 1. 10:00 | Románia (ROU)        | 7 – 4 | Spanyolország (ESP) |  |
| 1972. szeptember 1. 10:00 | (1–2, 2–0, 0–0, 4–2) |       |                     |  |
| 1972. szeptember 1. 10:00 | négy játékos 1       |       | három játékos 2     |  |

| 1972. szeptember 2. 10:00 | Románia (ROU)        | 4 – 3 | Bulgária (BUL)  |  |
| 1972. szeptember 2. 10:00 | (2–2, 1–0, 1–0, 0–1) |       |                 |  |
| 1972. szeptember 2. 10:00 | Zamfirescu 2         |       | három játékos 1 |  |

| 1972. szeptember 3. 11:00 | Románia (ROU)        | 5 – 5 | Hollandia (NED) |  |
| 1972. szeptember 3. 11:00 | (2–2, 1–2, 0–1, 2–0) |       |                 |  |
| 1972. szeptember 3. 11:00 | öt játékos 1         |       | Stroboer 3      |  |

| 1972. szeptember 4. 11:00 | Románia (ROU)        | 5 – 3 | Ausztrália (AUS) |  |
| 1972. szeptember 4. 11:00 | (1–1, 2–1, 1–0, 1–1) |       |                  |  |
| 1972. szeptember 4. 11:00 | öt játékos 1         |       | három játékos 1  |  |

A táblázat tartalmazza a B csoportban lejátszott Románia – Kuba 3–4-es eredményt.
| Csapat              | M | Gy | D | V | G+ | G– | Gk | P |
| ------------------- | - | -- | - | - | -- | -- | -- | - |
| Hollandia (NED)     | 5 | 4  | 1 | 0 | 29 | 20 | +9 | 9 |
| Románia (ROU)       | 5 | 3  | 1 | 1 | 24 | 19 | +5 | 7 |
| Kuba (CUB)          | 5 | 3  | 1 | 1 | 24 | 23 | +1 | 7 |
| Spanyolország (ESP) | 5 | 2  | 0 | 3 | 26 | 26 | 0  | 4 |
| Bulgária (BUL)      | 5 | 0  | 2 | 3 | 17 | 23 | –6 | 2 |
| Ausztrália (AUS)    | 5 | 0  | 1 | 4 | 18 | 27 | –9 | 1 |

| Csapat        | Helyezés |
| ------------- | -------- |
| Románia (ROU) | 8.       |